# Бобринецький повіт
Бобринецький повіт — історична адміністративно-територіальна одиниця Херсонської губернії з центром в місті Бобринець.
1817 року у Херсонській губернії почався процес створення округів військових поселень. Указами від 24 грудня 1817 року та 26 серпня 1818 року для поселення бузьких уланських ескадронів відведено території Єлисаветградського, Олександрійського, Ольвіопольського та Херсонського повітів Херсонської губернії. Оскілкьи багато поселень стали військовими, площа та територія наявних повітів значно зменшилася. Виникла потреба влаштувати перерозподіл території.
6 грудня 1828 року видано відразу два укази, згідно з якими міста Єлисаветград і Ольвіополь були передані у відомство військових поселень. Міста ці втратили статус повітових, їхні повіти скасовано, з їхніх частин було утворено новий Бобринецький повіт із адміністративним центром у місті Бобринець.
Частини повітів, що не ввійшли до округів військового поселення були розподілені: Єлисаветградського повіту — між Олександрійським і Бобринецьким повітами, Ольвіопольського повіту — між Бобринецьким і Тираспольським повітами.
За указом від 4 червня 1857 року Новоросійське військове поселення підлягало скасуванню. Таким чином було відновлено і Єлисаветградський повіт. Тож у 1865 році повітове правління з Бобринця переведено зворотньо в Єлисаветград, а територія Бобринецького повіту повністю увійшла до складу відновленого Єлисаветградського повіту. Бобринець зберіг статус міста, перетворившись у заштатне, тобто безповітове місто.

## Персоналії
- Волошин Олександр Федорович — політичний діяч УНР, член Української Центральної Ради, педагог, етнограф, фольклорист.
- Зелений Павло Олександрович — український політик часів Російської імперії, громадський діяч, письменник, статський радник, одеський міський голова у період 1897—1905 років.